# Оса средняя

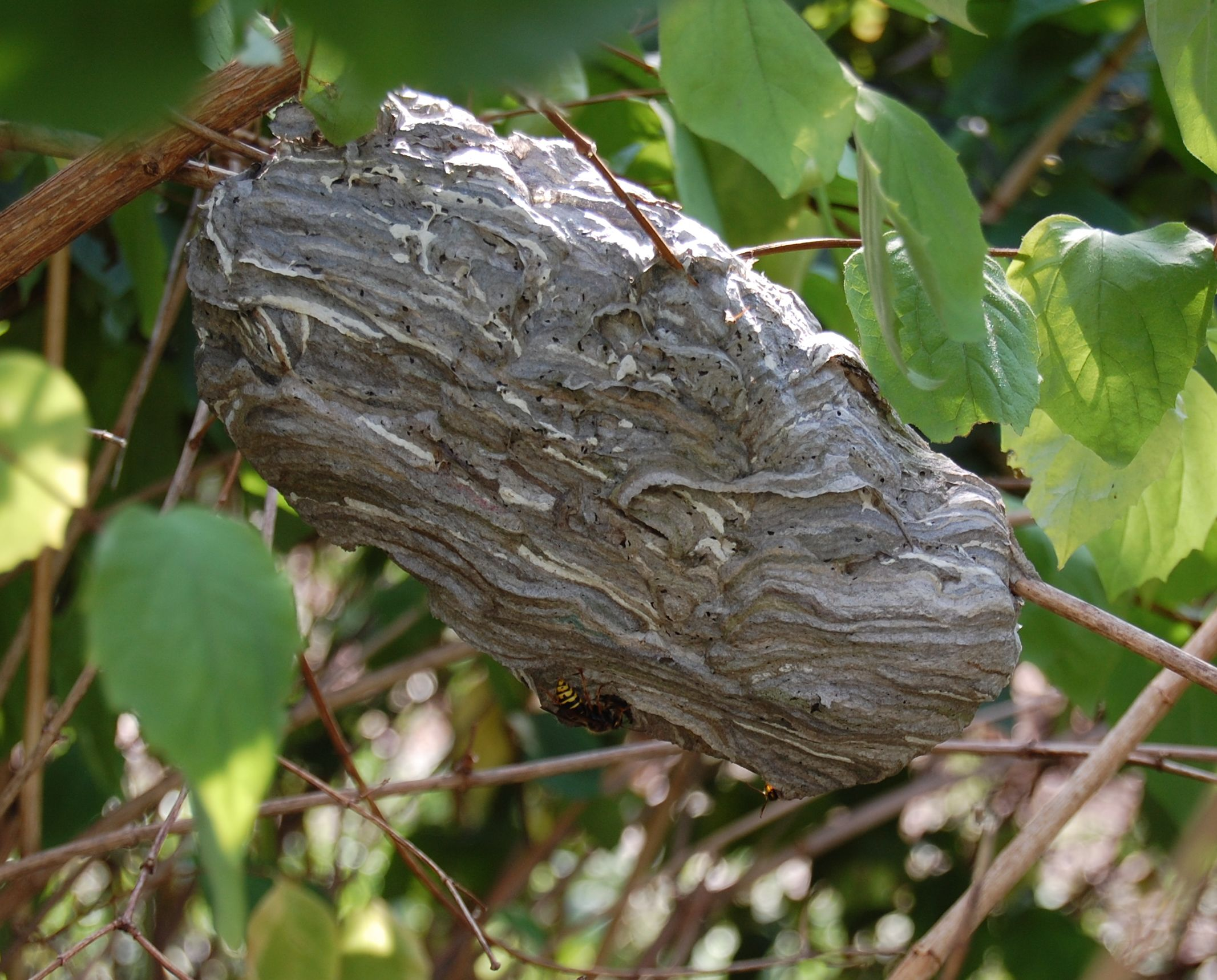
Гнездо Dolichovespula media

Оса средняя (лат. Dolichovespula media) — вид семейства настоящих ос широко распространённый в Европе и Северной Азии.

## Распространение
Палеарктика от Западной Европы до Японии.

## Описание
Матки достигают длины от 18 до 22 мм, рабочие и самцы — от 15 до 19 мм. Общественные осы, строящие крупные «бумажные» надземные гнезда, достигающие 27 см и содержащие до 6 состов, в которых до 1800 ячеек. Население составляет от 900 до 1700 ос.